# Pogoanele
Pogoanele (udtale: poˈɡo̯anele) er en by i den sydøstlige del af distriktet Buzău, Muntenien i Rumænien. Byen administrerer en landsby, Căldărăști.
Pogoanele blev erklæret en by i april 1989 . Den ligger i den sydlige centrale del af distriktet, midt på Bărăgan-sletten, ca. 40 km fra distriktets hovedby Buzău. Det gennemkøres af DN2C-vejen, som går fra Buzău til Slobozia. Jernbanestationen 3 km fra byens centrum ligger på CFR-linjen, der forbinder Urziceni og Făurei.
Byen har 6.384 (2021) indbyggere. De vigtigste erhverv er landbrug og fødevareforarbejdning.

## Historie
Pogoanele var involveret i Bondeoprøret i Rumænien 1907 (en). I 1944 var der kampe mellem tyske og rumænske tropper i umiddelbar nærhed af byen.